# Baráthely
Baráthely (románul Brateiu, németül Pretai, szászul Pretoa) falu Romániában, Szeben megyében, az azonos nevű község központja.

## Fekvése
A Nagy-Küküllő völgyében helyezkedik el, légvonalban 5 km távolságra Medgyestől, a Medgyest Segesvárral összekötő főúton.

## Története
A Nagy-Küküllő déli partján található a Kárpát-medence legnagyobb szláv urnamezője; egyúttal ez az egyetlen ismert olyan temető, ahol bizonyíthatóan jelentékeny számú avar a szlávokkal. A jelenlegi települést szász telepesek alapították, első említése 1283-ból maradt fenn Mons Mariae (Mária hegye) néven. A helyi templomot eredetileg Szűz Mária tiszteletére szentelték. 1532-től román lakosokról is maradt feljegyzés. Magyarok, székelyek és zsidók csak elvétve laktak a faluban, amely a 19. század végéig megőrizte 90% feletti szász többségét. A helység a 18. század végén élte virágkorát. Miután II. Józsefnélnél sikeresen bepanaszolták a mocsaras talajra épült, beomlással fenyegető templom rossz állapotát, a községet Segesvár felé bővítették és a Nagy-Küküllő vizét elterelték, ezzel a községet körülvevő mocsarat kiszárították.
1903-ban elkezdődött a szászok kivándorlása Amerikába. A két világháború, a kommunista rendszer és az 1990-es utolsó nagy kivándorlási hullám következtében a szászok száma jelentősen lecsökkent.

## Látnivalók
- A baráthelyi erődtemplom késő gótikus építmény, melynek falára a 16. század végén egy úgynevezett fali krónikát festettek. A krónika Ádám és Éva teremtésétől V. Radu havasalföldi fejedelem Erdélybe meneküléséig tartalmaz jeleneteket. Az oltár a 16. század első negyedéből származik.[6]
- Evangélikus lelkészlak
- Főtér